# Panicum leptolomoides
Panicum leptolomoides är en gräsart som beskrevs av Aimée Antoinette Camus. Panicum leptolomoides ingår i släktet vipphirser, och familjen gräs. Inga underarter finns listade i Catalogue of Life.